# Cheval et Palefrenier
Cheval et Palefrenier, ou Homme et Cheval (Renma tu), est une peinture à l'encre de Chine sur rouleau de papier, réalisée par l'artiste Chinois Zhao Mengfu ou par son fils Zhao Yong, en 1296, sous la dynastie Yuan, représentant un cheval blanc tenu par son palefrenier. Elle est conservée au Metropolitan Museum of Art, à New York.

## Contexte
La peinture est datée du dixième jour de la seconde année lunaire (Yuanzhen 2), soit le 14 février 1296, peu après le retour de Zhao Mengfu dans le Wuxing. Elle est parfois attribuée au fils de Zhao Mengfu, Zhao Yong.
Le titre Cheval et Palefrenier est une traduction du titre chinois d'origine, Renma tu, qui signifierait mot à mot « une image d'une personne et d'un cheval ».

## Description
Le rouleau de papier est décoré à l'encre de Chine avec des lavis de couleur, et mesure 30,2 × 178,1 cm. Cette peinture représente un jeune palefrenier barbu tenant un étalon blanc derrière lui. Mengfu fait appel à la perspective du spectateur, en effet, le palefrenier est représenté de face, légèrement tourné vers le cheval qu'il tient. Il porte un chapeau noir et une longue tunique marron, serrée autour de ses hanches par une ceinture noire. Ses manches sont légèrement relevées, et ses mains croisées devant lui. Dans sa main gauche, il tient la longe de son cheval, en petite boucle, reliée au licol de celui-ci. L'étalon est représenté de trois-quarts, dans une position de repos.

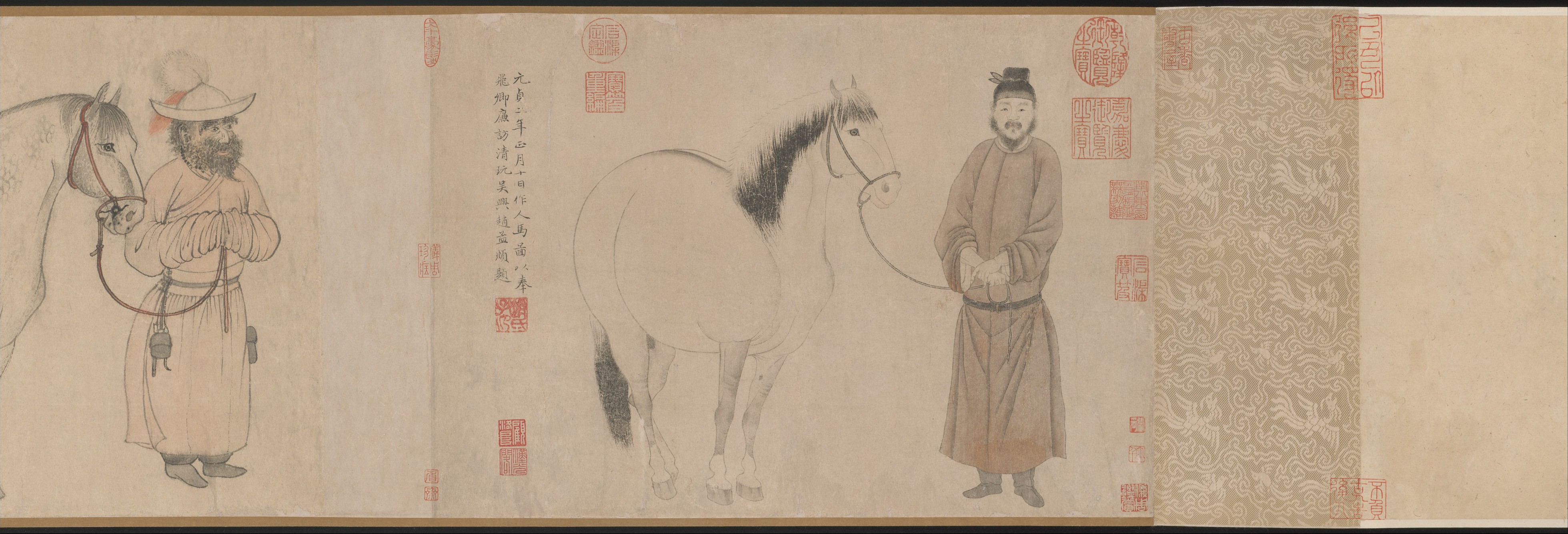
La partie du rouleau concernée

Le titre de l'œuvre est indiqué dans la partie gauche du rouleau.

## Analyse

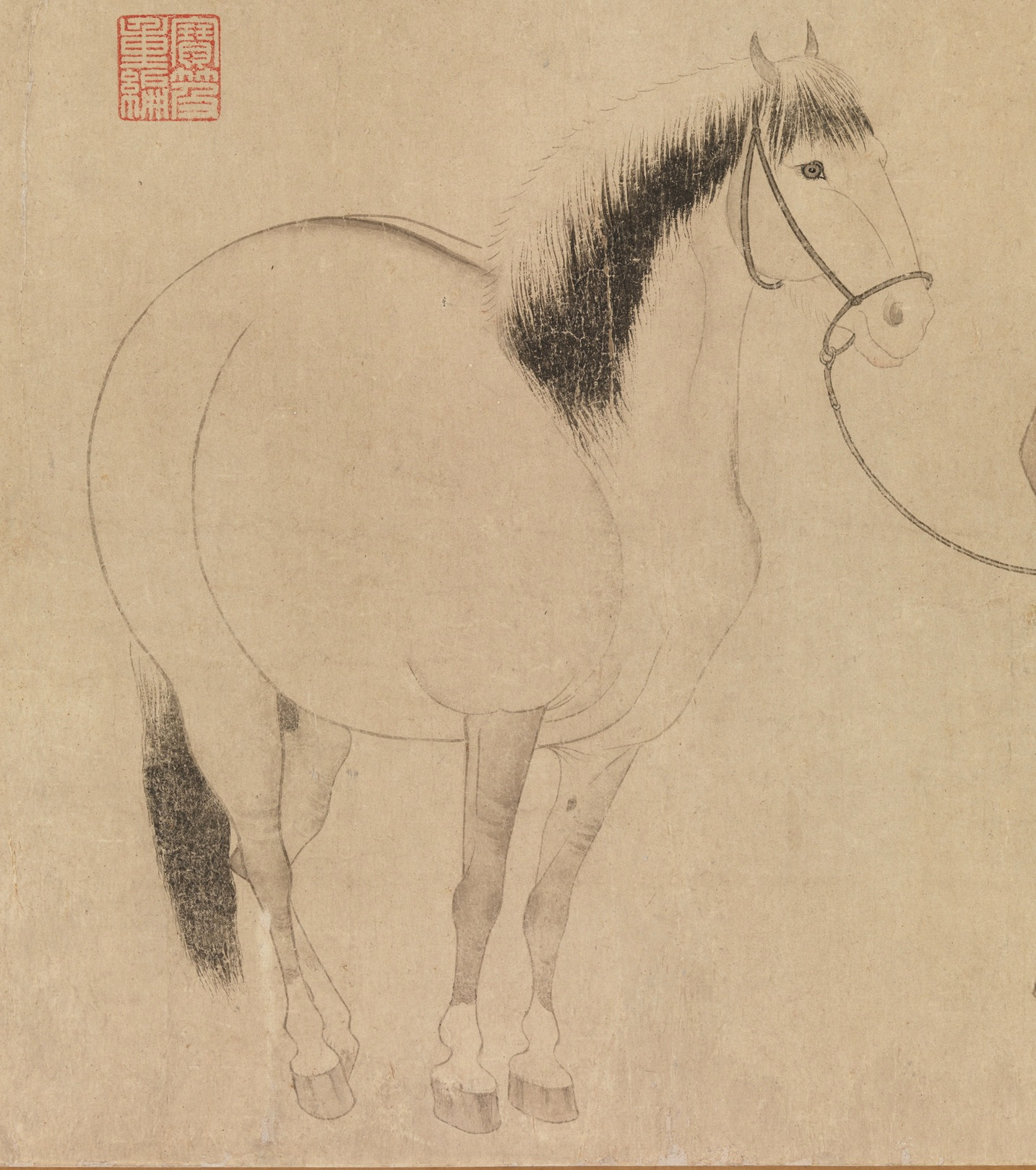
Détail sur l'étalon blanc

La position du palefrenier et la légèreté avec laquelle il tient la corde de son étalon laissent à penser qu'il s'agit d'un homme de cheval accompli, capable de garder sous contrôle un animal particulièrement puissant. L'ensemble indique aussi que ce cheval est un animal de valeur.

## Parcours de la peinture
Cette œuvre est conservée au Metropolitan Museum of Art, à New York.